# منيع (بني سعد)

تعديل مصدري - تعديل

منيع هي إحدى قرى عزلة هواع بمديرية بني سعد التابعة لمحافظة المحويت، بلغ تعداد سكانها 117 نسمة حسب تعداد اليمن لعام 2004.